# Église Sainte-Marie-de-la-Source (Istanbul)
L’ancien monastère, aujourd’hui église Sainte-Marie-de-la-Source (en grec : Μονὴ τῆς Θεοτòκου τῆς Πηγῆς, littéralement : « monastère de la Mère de Dieu à la source » ; en turc : Balıklı Meryem Ana Rum Manastırı ), appelé aussi Zoödochos Pege (en grec : Ζωοδόχος Πηγή, littéralement : « fontaine qui donne la vie »), est un sanctuaire orthodoxe situé à Istanbul (Turquie), autrefois Constantinople. L’église actuelle est construite en 1835 à l’emplacement d’un sanctuaire édifié à la fin du Ve siècle ou au début du VIe siècle. Ce premier édifice subit de nombreuses rénovations avant d’être détruit dans la première moitié du XVe siècle par les Ottomans. Il doit son nom à une source toute proche réputée pour ses propriétés miraculeuses. Pendant près de mille cinq cents ans, ce sanctuaire fut l’un des plus importants lieux de pèlerinage du monde grec orthodoxe.

## Emplacement
L’église se trouve à Istanbul dans le quartier de Zeytinburnu (côté européen d’Istanbul), près de Balıklı, le long de la mer de Marmara. Elle est située à quelques centaines de mètres en dehors des murs de la ville et à cinq cents mètres de la porte de Silivri (en turc : Silivri Kapisi). Le complexe est protégé par une imposante muraille et est entouré par les cimetières grec et arménien qui en font un îlot de verdure.

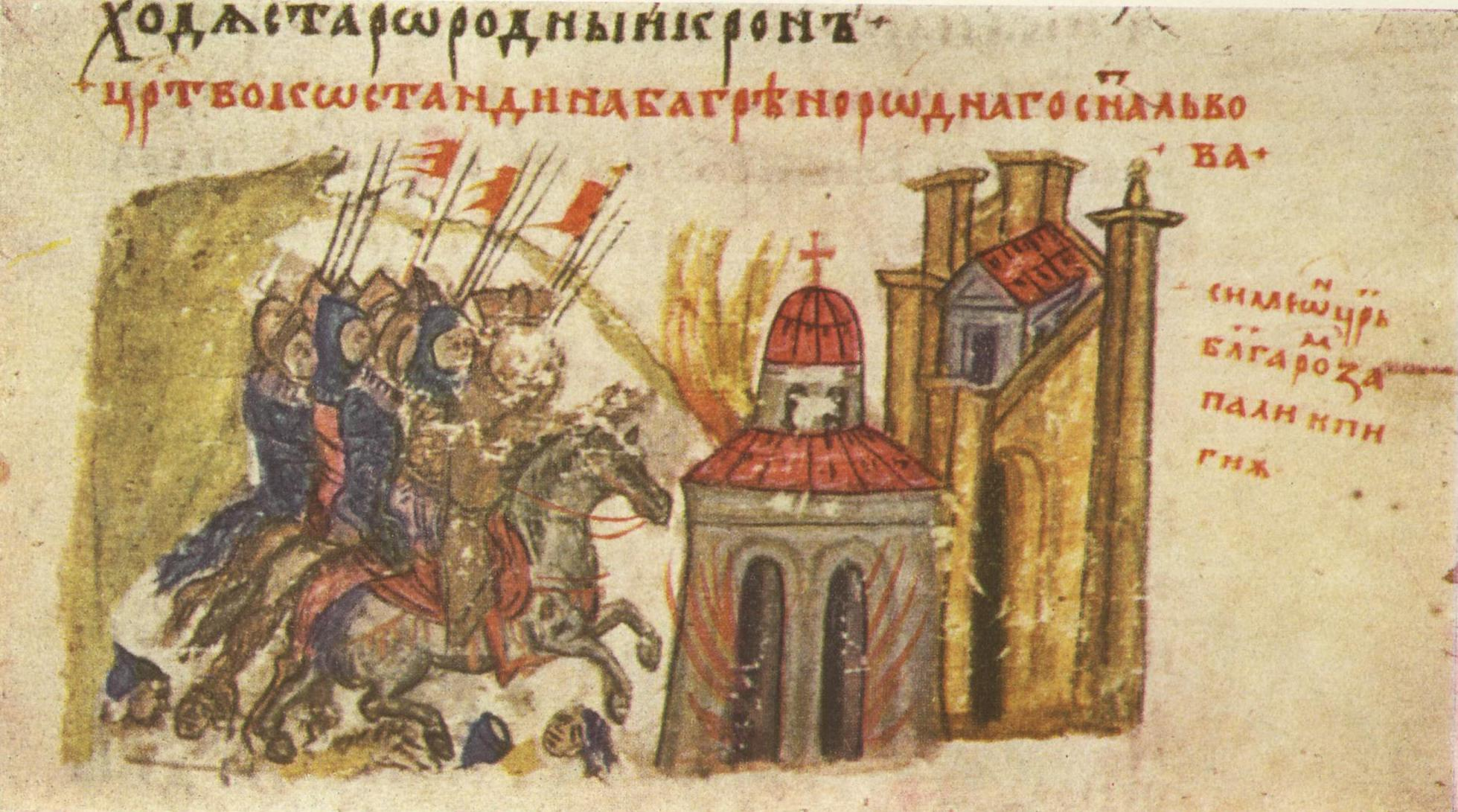
Incendie de Sainte-Marie-de-la-Source par Siméon Ier (Miniature tirée des Chroniques de Manassès – XIVe siècle).

## Histoire
Selon une légende qui date d’après la construction de l’église, le sanctuaire aurait été construit par l’empereur Léon Ier (r. 457-474) à la suite d'un miracle survenu pendant qu’il était encore soldat. Alors qu’il s’apprêtait à entrer dans la ville, Léon aurait été approché par un aveugle qui lui demanda à boire. Une voix féminine aurait alors ordonné au futur empereur de laver les yeux de l’aveugle avec l’eau d’un étang tout proche. La même voix ajouta qu’elle avait choisi cet endroit pour y être honorée et ajouta que Léon lui-même deviendrait empereur. Léon suivit l’ordre qui lui était ainsi donné et immédiatement l’aveugle recouvra la vue. Devenu empereur, Léon aurait fait construire une église magnifique à cet endroit. Cette légende date probablement d’après la construction du sanctuaire et pourrait avoir été inventée par les moines qui y officiaient. Il est aussi possible qu’un petit monastère existât déjà au même endroit.
En fait et si l’on en croit les historiens Procope de Césarée et Georges Cédrène, l’église fut construite par l’empereur Justinien Ier (r. 527-565) vers 559/560 près de la fontaine située à côté d’un puits sacré (en grec : ἁγίασμα, hagiasma ; d’où en turc, ayazma) et située en dehors du mur de Théodose II là où se trouve la porte de la Source (en grec Πύλη τῆς Πηγῆς), appelée en turc porte de Selymbria. Pendant une partie de chasse, l’empereur remarqua une petite chapelle près de laquelle se tenaient plusieurs femmes. Leur demandant la raison d’être d’un tel édifice à cet endroit, on lui répondit que là se trouvait « la source des miracles ». Il ordonna sur le champ qu’une église somptueuse y soit construite avec les matériaux restant de la construction d’Hagia Sophia.

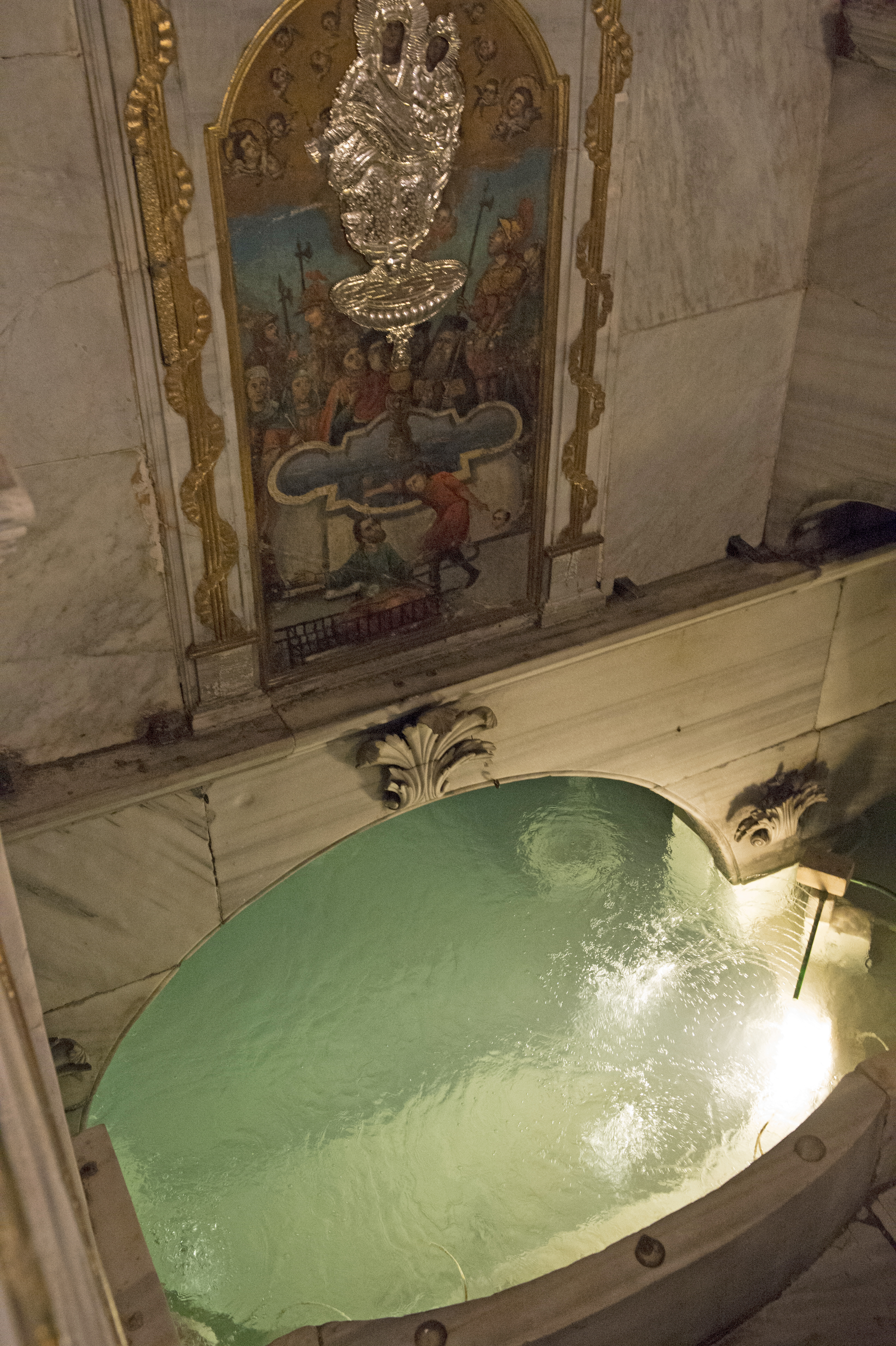
La source miraculeuse.

Au cours des siècles l’édifice fut l’objet de nombreuses rénovations entre autres en raison des dégâts produits par des tremblements de terre : en 790 sous l’impératrice Irène (r. 797-802)  et, après le grand tremblement de terre de 869, sous l’empereur Basile Ier (r. 867-868). Le 7 septembre 924, le tsar Siméon Ier de Bulgarie (r. 893-927) incendia le complexe qui fut presque immédiatement reconstruit par l’empereur Romain Ier Lécapène (r. 920-944). Trois ans plus tard, le fils de Siméon Ier, Pierre épousait la nièce de Lécapène, Marie,.
Situé en dehors des murs de la ville, le monastère fut souvent utilisé pour y exiler des adversaires politiques. En 1078, Georges Monomachos y fut banni et en 1084, l’empereur Alexis Ier Comnène (r. 1081-1118) y fit interner le philosophe Jean Italos en raison de ses théories néoplatoniciennes.
Après la chute de Constantinople aux mains des Latins en 1204, le monastère fut occupé par le clergé latin ce qui, selon des sources byzantines, provoqua l’arrêt du « miracle habituel » (to symetés thauma).
En 1328, Andronic III Paléologue (r. 1328-1341), en lutte contre son grand-père Andronic II (r. 1282 - 1328) se servit du monastère pour lancer son attaque contre Constantinople. Deux ans plus tard, alors qu’il était mourant dans la ville de Didymotique, il lui suffit de boire de l’eau provenant de cette source pour recouvrer immédiatement la santé.
Pendant toute la période byzantine, le sanctuaire demeura l’un des plus populaires de Constantinople. Le jour de l’Ascension, l’empereur se rendait en bateau jusqu’au petit port de la porte d’Or. De là, il montait à cheval jusqu’au sanctuaire où il était reçu par les acclamations des factions qui lui offraient une croix et des guirlandes. Puis, il revêtait les habits de cérémonie dans ses appartements et recevait le patriarche avec qui il entrait dans l’église. Après quoi, il recevait le patriarche à dîner.
Chaque future impératrice venant à Constantinople pour célébrer son mariage était reçue par son futur époux au monastère de Sainte-Marie-de-la-Source.
On commémorait la dédicace de l’église le 9 juillet. D’autres célébrations marquaient le jour de l’Ascension, les Noces de Cana (8 janvier) et l’anniversaire du « Miracle de Léon Ier » le 6 août.
Au cours du siège de Constantinople par les Ottomans en 1422, le sultan Murad II (r. 1421-1444 ; 1446-1451) campa sur le terrain du monastère. On ignore si les Byzantins eurent la possibilité de reconstruire le sanctuaire avant la chute finale de Constantinople en 1453 ; toutefois des pèlerins russes qui se rendirent sur le site au XVe siècle mentionnent la source, mais non le monastère. L’érudit français du XVIe siècle Pierre Gilles mentionne pour sa part qu’en 1547 l’église avait disparu, mais que les malades continuaient à affluer à la source.

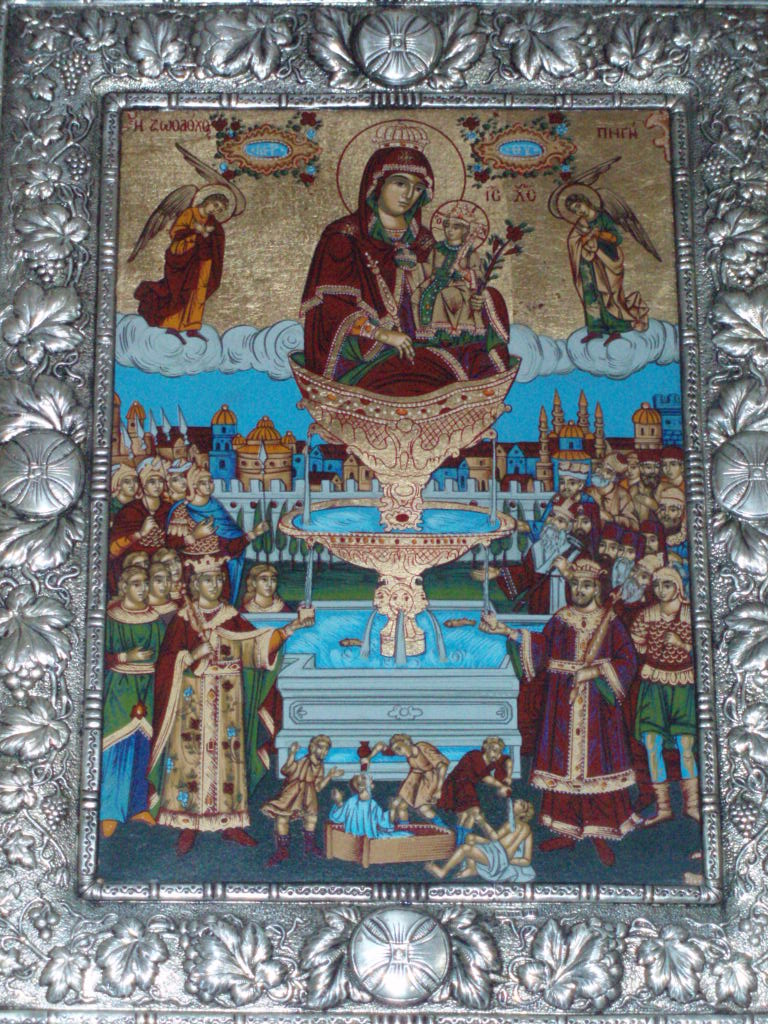
Reproduction moderne grecque de la « Théotokos de la Source de Vie ». Elle présente des différences avec l’original.

Cette « source de vie » ou « source miraculeuse » fut à l’origine de nombre d’églises et de monastères du même nom à travers le monde grec, la plupart toutefois érigés après la fin de l’Empire byzantin, et de la vénération de l'icône de Notre-Dame Source de Vie, répandue dans tout le monde orthodoxe.
En 1727, Nicodème, métropolite de Dercos et Neochorion, construisit une petite chapelle à l’emplacement de la source. Une icône, découverte dans les fondations de la vieille église, fut présentée à la vénération des pèlerins. Les Arméniens tentèrent de prendre possession de la source, mais plusieurs firmans en assurèrent la possession aux Grecs. Pendant cette période le complexe fut sous la protection de gardiens turcs qui collectaient une taxe auprès des pèlerins utilisée pour l’entretien des prisons. Plus tard, le complexe fut remis au patriarcat qui en eut la possession jusqu’à ce qu’en 1821 des janissaires turcs mettent le feu à l’église et empoisonnent le puits. Deux ans plus tard, un nouveau firman permettait au patriarche Constantius de rebâtir l’église qui fut inaugurée en 1835.
Durant le pogrom d'Istanbul dirigé contre la minorité grecque d'Istanbul les 6 et 7 septembre 1955, l’endroit fut saccagé par la foule, les sarcophages des patriarches œcuméniques qui se trouvaient en dehors de l’église furent ouverts et les restes dispersés. L’église et le monastère furent alors complètement rasés,. Depuis toutefois ces dommages ont été réparés.
De nos jours, le sanctuaire est sous la responsabilité d’un évêque titulaire et continue à être très populaire parmi les orthodoxes d’Istanbul qui s’y rendent spécialement le vendredi après Pâques et le 14 septembre. Ces deux jours sont l’occasion de festivités aussi bien religieuses que populaires. Les funérailles des personnes devant être enterrées dans les cimetières avoisinants sont également célébrées dans l’église.
L’icône de la Vierge-à-la-Source montre la Vierge bénissant tout en embrassant l’Enfant Jésus. Elle est entourée de deux anges et se tient généralement assise sur le plus élevé des deux bassins soutenus par un jet d’eau provenant d’une vasque de marbre décorée d’une croix. Autour se tiennent, d’un côté l’empereur et sa garde, de l’autre le patriarche et ses évêques. Comme toile de fond, on peut voir Léon Ier avec l’aveugle de même que les murs de la ville. Sous le bassin, un paralytique et un fou sont guéris grâce à l’eau de la source.

## Architecture
Selon Nicéphore Calliste Xanthopoulos, moine et historien byzantin mort vers 1350, l’église était à l’époque rectangulaire et à plan basilical de proportions 4:3 entre les côtés et en partie souterraine. On y trouve deux exonarthex sur les côtés est et ouest, ainsi que deux autres sur les côtés nord et sud. La lumière extérieure était dirigée sur la source que l’on pouvait atteindre grâce à deux escaliers de 25 marches. Chaque escalier était entouré d’une balustrade de marbre et surmonté d’une arche également de marbre. L’eau tombait dans un bassin de marbre et était distribuée dans l’église grâce à une canalisation. L’édifice était orné de fresques et surmontée d’un dôme resplendissant d’or pur. Trois chapelles entouraient l’église dédiées respectivement à saint Eustratius, à la Mère de Dieu (Théotokos) et à sainte Anne.

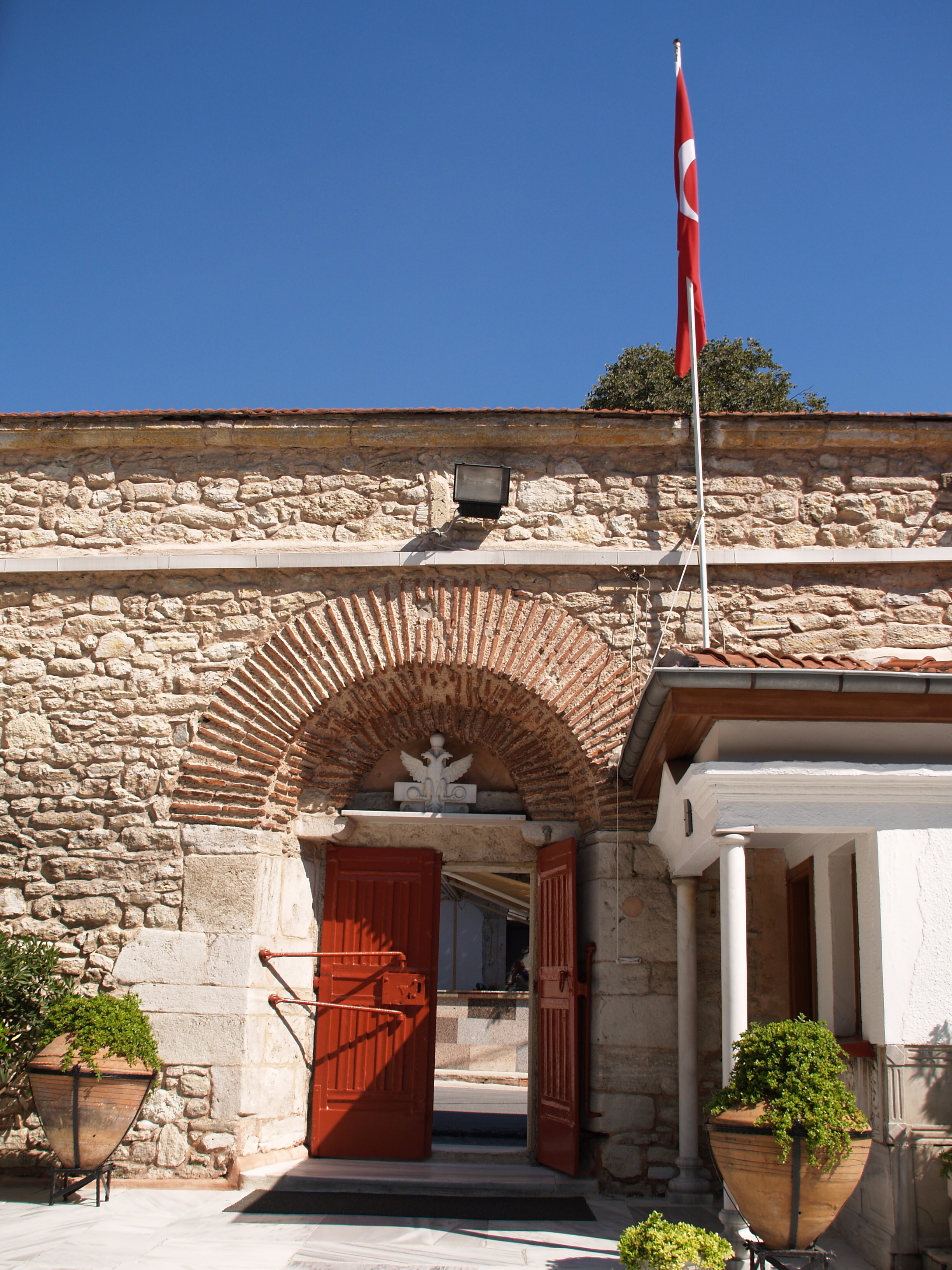
Entrée principale.
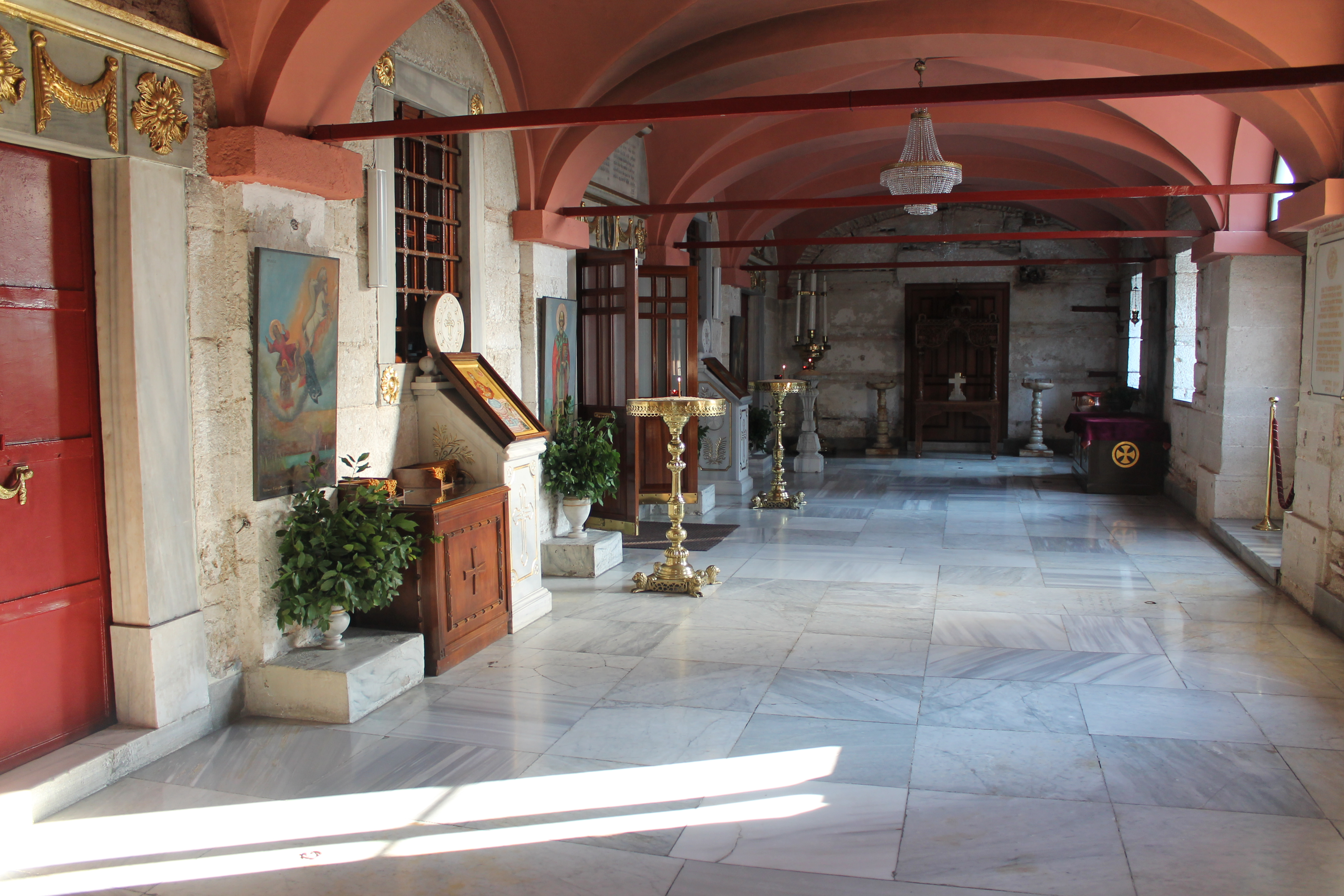
Narthex de l’église Sainte-Marie-de-la-Source.
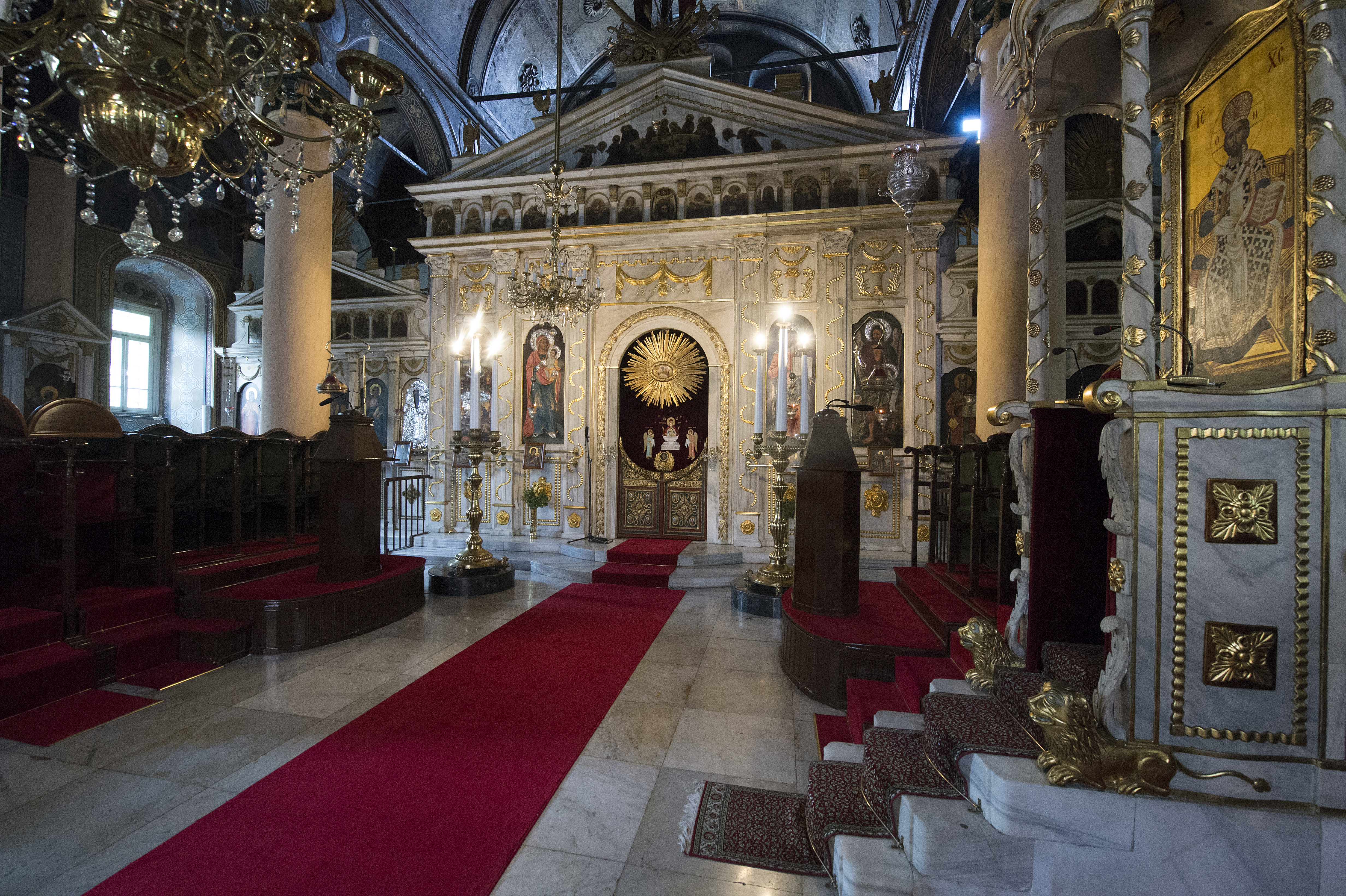
Vue générale avec l'iconostase.
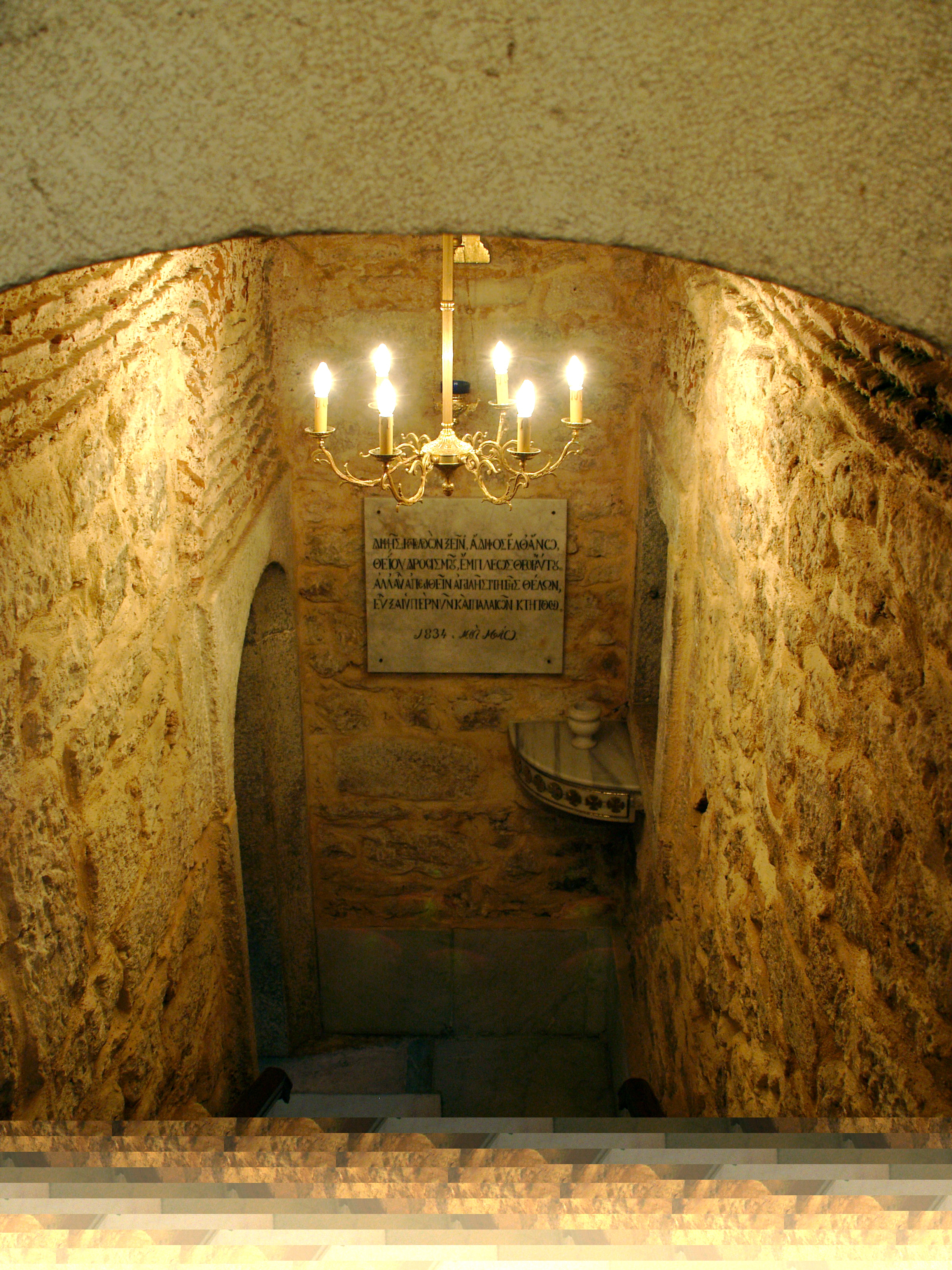
Escalier donnant accès à la source dans la crypte.

L’église actuelle a conservé le plan rectangulaire. Orientée selon un axe Est-Ouest, elle comporte trois nefs séparées par des colonnes et est précédée d’un exonarthex. Elle est dotée d’un clocher dans l’angle nord-ouest. L’intérieur est richement décoré. Du côté droit, vers le milieu de la nef se trouve la chaire de l’église. Une remarquable iconostase ferme la nef. À sa droite on trouve une icône que la tradition attribue à saint Luc.

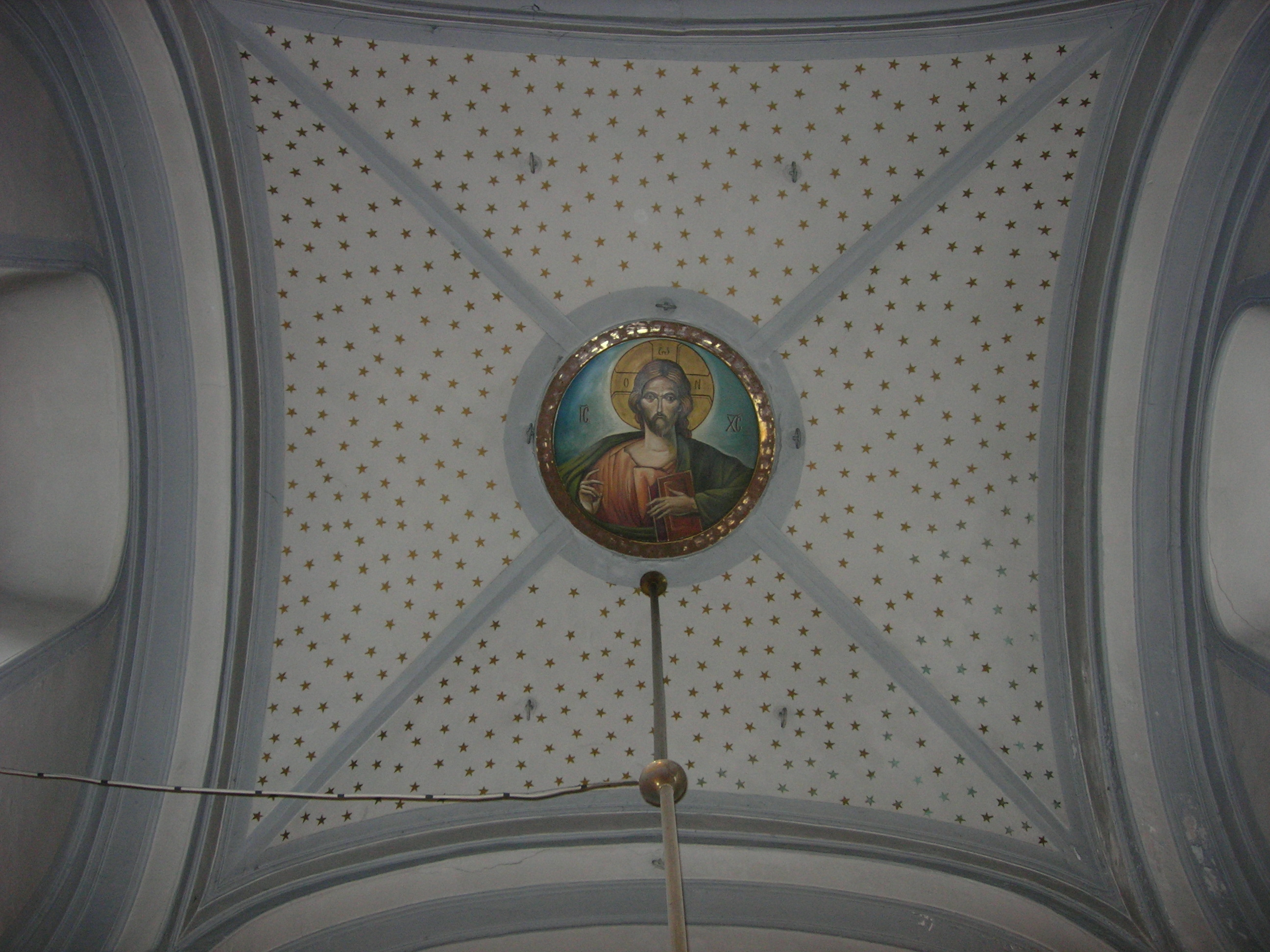
Représentation du Christ sur le dôme de la crypte.

La source elle-même se trouve dans une crypte située à l’extérieur de l’église. On y accède par un escalier qui longe le côté de l’église. Un escalier symétrique conduit de la crypte à la cour de l’église. Cette crypte est ornée de peintures et d’icônes et est surmontée d’un dôme où est peinte une représentation du Christ sur fond de ciel étoilé. L’eau coule dans un bassin de marbre où nagent des poissons. Ce sont ces poissons dont la présence dans le bassin remonte à nombre de siècles qui sont à l’origine du nom turc donné à l’ensemble, baliki en truc signifiant « endroit où se trouvent des poissons ». Selon une vieille légende, le jour de la conquête de Constantinople, un moine était en train de faire frire des poissons près de la source. Lorsqu’un confrère vint lui annoncer la nouvelle, le moine répondit qu’il ne le croirait que si les poissons dans la poêle revenaient à la vie. Ce sur quoi, les poissons jaillirent de la poêle, tombèrent dans le bassin et se mirent à nager.
La cour avant de l’église renferme un cimetière dont la plupart des tombes remontent au XIXe siècle et XXe siècle où sont enterrés de riches Rûms d’Istanbul. Nombre de patriarches y sont également inhumés. Une caractéristique de ce cimetière est le nombre de pierres tombales portant des inscriptions en karamanli, , ce qui constitue de loin le plus important groupe d’inscriptions dans cet idiome. Deux autres grands cimetières entourent le complexe, l’un arménien et l’autre grec, tous deux entourés de hauts murs.

## Source
- (en) Cet article est partiellement ou en totalité issu de l’article de Wikipédia en anglais intitulé « Church of St. Mary of the Spring » (voir la liste des auteurs).